# Ortskapelle Mechters

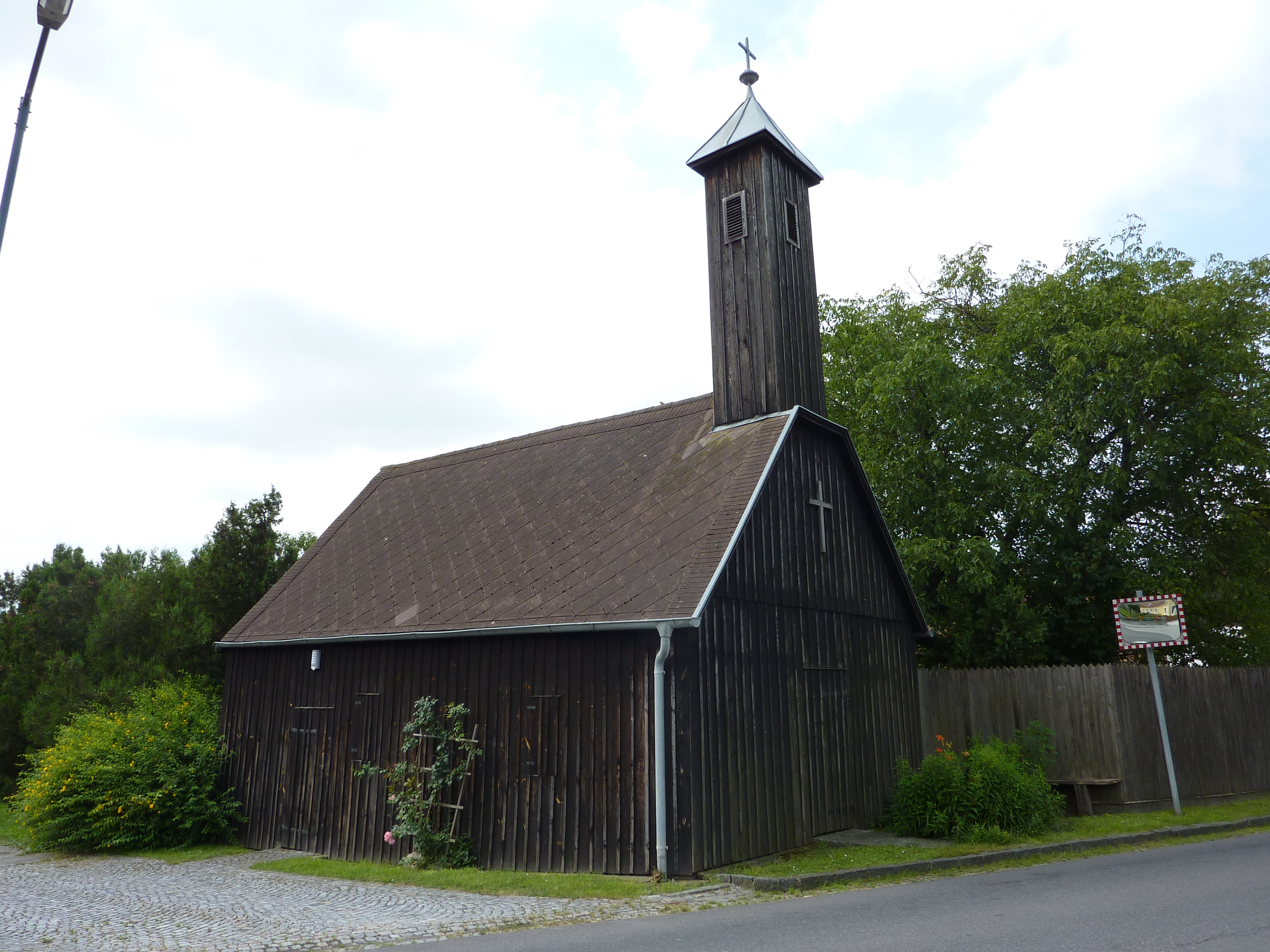
Die Ortskapelle in Mechters

Die Ortskapelle Mechters ist ein kleiner Sakralbau in der Katastralgemeinde Mechters der Gemeinde Böheimkirchen im Bezirk Sankt Pölten-Land in Niederösterreich. Ihr Patron ist der Heilige Bischof Ulrich von Augsburg. Sie untersteht als Ortskapelle der römisch-katholischen Pfarre Böheimkirchen im Dekanat Neulengbach in der Diözese St. Pölten. Die Kapelle steht unter Denkmalschutz.

## Geschichte
Die kleine Kapelle aus Holz wurde im 19. Jahrhundert errichtet und 1986 renoviert.

## Architektur und Ausstattung
Es handelt sich um einen schlichten Holzbau mit Polygonapsis. Er ist mit einem Satteldach mit hölzernem Dachreiter gedeckt. Der Altar besteht aus einer Mensa mit Retabelbild, das den „Tod Mariens“ darstellt. In der Kapelle befinden sich außerdem eine barocke Madonnenfigur und Statuen der Heiligen Florian und Nepomuk aus dem 18. Jahrhundert. Ein Leinwandbild, ebenfalls aus dem 18. Jahrhundert, zeigt den Heiligen Joachim. Ein Kupferstich von 1712 zeigt ein Maria-Hilf-Bild.